# Получешуйники
Получешуйники, или получешуйные бычки (лат. Hemilepidotus), — род морских лучепёрых рыб семейства рогатковых отряда скорпенообразных. Длина тела от 26 (Hemilepidotus zapus) до 65 (Hemilepidotus jordani) см. Обитают в северной и восточной частях Тихого океана, а также в Северном Ледовитом океане. Некоторые виды являются объектами промысла.

## Виды
На июль 2023 года в род включают 6 видов:
- Hemilepidotus gilberti Jordan & Starks, 1904
- Hemilepidotus hemilepidotus (Tilesius, 1811) — Пятнистый получешуйник, или настоящий получешуйный бычок typus
- Hemilepidotus jordani  Bean, 1881
- Hemilepidotus papilio (Bean, 1880)
- Hemilepidotus spinosus Ayres, 1854
- Hemilepidotus zapus Gilbert & Burke, 1912